# Austrolimnophila (Austrolimnophila) analis
Austrolimnophila (Austrolimnophila) analis is een tweevleugelige uit de familie steltmuggen (Limoniidae). De soort komt voor in het Palearctisch gebied.